# 大阪石
大阪石（おおさかせき、osakaite）は鉱物の一種。亜鉛の硫酸塩鉱物で、化学組成は Zn4SO4(OH)6・5H2O、結晶系は三斜晶系。

## 産出地
最初に発見されたのは、大阪府箕面市の廃坑である平尾旧坑 (模式地)。その後、ギリシャ、イタリア、オーストラリア、アメリカからも産出が知られている。
なお、模式標本 (タイプ標本) は国立科学博物館に収蔵されている。

## 性質・特徴
無色〜淡青色の薄い六角板状の結晶である。結晶の大きさは直径1 mm、厚さ0.01 mm程度である。塩基性硫酸亜鉛の一種で、水分が多く、非常に軟らかい。約35 ℃で1分子の水が脱水し、ナミュー石 (namuwite) に変化するが、これを常温の水に浸すと再び加水して大阪石に戻る性質がある。
この鉱物は、閃亜鉛鉱が分解して亜鉛が地下水に溶け込み、鍾乳石のように沈殿してできたと考えられている。
模式地の平尾旧坑では、シューレンベルグ石 (schulenbergite) などの外観、産状が大阪石とよく似た鉱物が産出するため、肉眼での区別には注意が必要である。

## サイド・ストーリー
1999年、大阪府出身の大西政之が平尾旧坑で発見し、岡山大学大学院教育学研究科理科教育専攻 (地学教室) 在学中の2007年2月に「大阪石（オオサカアイト）」として国際鉱物学連合の新鉱物および鉱物名委員会から新鉱物として新種認定された(IMA No. 2006-049)。この認定で、当時、日本から発見された100番目の新鉱物となった。得られた試料が微量で、不安定な鉱物であることも相まって分析が困難であったことから、最初の発見から認定までに7年の歳月を要した。近年発見される新鉱物は微細なものが多く、その化学分析にはほとんどが電子線マイクロアナライザー (EPMA) が用いられる。しかし、大阪石は真空中や電子線照射に対して安定ではないため、誘導結合プラズマ発光分光分析 (ICP-AES) および熱重量分析 (TGA) によって化学組成が決定された。非常に希な鉱物で、日本ではいまだに平尾旧坑以外からは発見されていない。
大阪府は全国の都道府県の中でも産出する鉱物の種数が少ない地域であり、当初は府下から新種が見つかる見込みはないと思われていた。そのため、最初に見つかった新鉱物に “大阪” の名を冠したといわれている。その後、同じ平尾旧坑から発見された2種目の新鉱物には、市名をとって箕面石と命名されている。
2003年9月には、東京都奥多摩町白丸の白丸鉱山で発見された東京石が新鉱物として認定されている。そのほか、都道府県名のついた鉱物には、滋賀石、岡山石、新潟石、千葉石、愛媛閃石、岩手石、イットリウム三重石がある。